# Сухомлин Микола Олексійович
Мико́ла Олексі́йович Сухомли́н (26 червня 1940) — український державний діяч. Кандидат економічних наук. Академік Інженерної академії України (1992), Академік Академії економічних наук України (2006).

## Життєпис
Народився 26 червня 1940 року у місті Кривий Ріг на Дніпропетровщині.
Закінчив Криворізький гірничорудний інститут (1962), за спеціальністю розробка родовищ корисних копалин, отримав кваліфікацію «гірничий інженер». Московську Академію суспільних наук при ЦК КПРС (1979).
- З 1962 — працював гірничим майстром гранітного кар'єру, начальником дільниці, головним інженером, а потім директором Кіровоградського кар'єроуправління.
- З 1974 по 1976 рр. перебував на партійній роботі. Навчався в Академії суспільних наук.
- З 1976 — голова обласного комітету народного контролю.
- З грудня 1981 — перший заступник голови виконкому обласної ради народних депутатів.
- З жовтня 1988 — перший заступник голови, начальник головного планово-економічного управління облвиконкому.
- З квітня 1990 — лютий 1991 — голова Кіровоградського облвиконкому.
- З лютого 1992 — березень 1992 — голова обласної Ради народних депутатів і її виконкому.
- З 31 березня 1992 по 26 червня 1994 рр. представник Президента України в Кіровоградській області[1][2].
- З 26 червня 1994 по 10 грудня 1999 рр. голова Кіровоградської обласної Ради народних депутатів.
- З 7 липня 1995 по 17 вересня 1996 — голова Кіровоградської обласної державної адміністрації[3][4].
- У 1999—2006 — працював заступником генерального директора АТЗТ «Сонола» міста Кіровограда; заступником директора ПП «Вісма» міста Кіровограда; заступником генерального директора ЗАТ «Креатив» міста Кіровограда;
- 31 березня 2006 — обраний депутатом Кіровоградської обласної ради п'ятого скликання.
- З 28 квітня 2006 по листопад 2010 — голова Кіровоградської обласної ради.

## Нагороди
Указом Президента України № 336/2016 від 19 серпня 2016 року нагороджений ювілейною медаллю «25 років незалежності України».